# Adolf Patek
Adolf Patek (Vienna, 4 aprile 1900 – 9 settembre 1982) è stato un allenatore di calcio e calciatore austriaco, di ruolo attaccante.

## Carriera
Cominciò a giocare in patria nel Wiener SC prima di trasferirsi in Cecoslovacchia, dove giocò inizialmente per DFK Aussig e DFC Praga per poi passare al più forte Sparta Praga, con cui vinse 3 campionati cecoslovacchi (1926, 1927, 1932) ed 1 Coppa Mitropa (1930).
Dopo la seconda guerra mondiale iniziò una carriera da allenatore che si svolse prevalentemente in Germania e lo vide ottenere i suoi maggiori successi sulla panchina del Karlsruhe, con cui ottenne una Coppa di Germania nel 1955.

## Palmarès

### Giocatore

#### Competizioni nazionali
- Campionato cecoslovacco: 2

Sparta Praga: 1926-1927, 1931-1932

#### Competizioni internazionali
- Coppa dell'Europa Centrale: 1

AC Sparta Praha: 1927

### Allenatore

#### Competizioni nazionali
- Coppa di Germania: 2

Karlsruhe: 1954-1955, 1955-1956